# Virginia Morell
Virginia Morell ist eine US-amerikanische Fachjournalistin und Buchautorin, die unter anderem für Science und National Geographic schreibt. Sie lebt mit ihrem Mann, dem Autor Michael McRae, in Ashland, Oregon. Sie besuchte das Pomona College und machte 1971 ihren Abschluss.

## Auszeichnungen
- 1996: Book of the Year award der The New York Times für Ancestral Passions. The Leakey Family and the Quest for Humankind's Beginnings
- 2001: Best Travel Book des San Francisco Chronicle für Blue Nile: Ethiopia's River of Magic and Mystery
- 2013: Best Book of the Year für Animal Wise (Kirkus Reviews)
- 2014: Notable Book for 2014 für Animal Wise (The American Library Association)

## Schriften
- Ancestral Passions. The Leakey Family and the Quest for Humankind's Beginnings, Simon and Schuster, 1996
- Der Blaue Nil: eine Schlauchbootexpedition auf Äthiopiens geheimnisvollem Fluss, deutsch von Dörte Fuchs und Jutta Orth, Gruner und Jahr, Hamburg 2001, ISBN 3-934385-33-8; englische Originalausgabe Blue Nile: Ethiopia's River of Magic and Mystery, National Geographic Books, 2001
- mit Richard Leakey: Wildlife: Ein Leben für die Elefanten, deutsch von Sebastian Vogel, Fischer, Frankfurt am Main 2002, ISBN 3-10-043208-8
- Can the Wild Tiger survive? Science, 2007, Vol. 317, no. 5843, pp. 1312–1314 doi:10.1126/science.317.5843.1312
- Animal Wise (2013). Crown, ISBN 978-0-307-46144-5